# Gondomil e Sanfins
Gondomil e Sanfins (oficialmente: União das Freguesias de Gondomil e Sanfins) é uma freguesia portuguesa do município de Valença, com 17,72 km² de área e 418 habitantes (censo de 2021). A sua densidade populacional é 23,6 hab./km².

## História
Foi criada aquando da reorganização administrativa de 2012/2013, resultando da agregação das antigas freguesias de Gondomil e Sanfins.

## Demografia
A população registada nos censos foi:
| Distribuição da População por Grupos Etários | Distribuição da População por Grupos Etários | Distribuição da População por Grupos Etários | Distribuição da População por Grupos Etários | Distribuição da População por Grupos Etários | Distribuição da População por Grupos Etários |
| -------------------------------------------- | -------------------------------------------- | -------------------------------------------- | -------------------------------------------- | -------------------------------------------- | -------------------------------------------- |
| Antes da agregação                           |                                              |                                              |                                              |                                              |                                              |
| Ano                                          | 0-14 anos                                    | 15-24 anos                                   | 25-64 anos                                   | >= 65 anos                                   | Total                                        |
| 2001                                         | 43                                           | 58                                           | 231                                          | 166                                          | 498                                          |
| 2011                                         | 56                                           | 30                                           | 215                                          | 163                                          | 464                                          |
| Após a agregação                             |                                              |                                              |                                              |                                              |                                              |
| Ano                                          | 0-14 anos                                    | 15-24 anos                                   | 25-64 anos                                   | >= 65 anos                                   | Total                                        |
| 2021                                         | 57                                           | 29                                           | 187                                          | 145                                          | 418                                          |